# Tabanus shelkovnikovi
Tabanus shelkovnikovi är en tvåvingeart som beskrevs av Paramonov 1934. Tabanus shelkovnikovi ingår i släktet Tabanus och familjen bromsar. Inga underarter finns listade i Catalogue of Life.